# Museos de mujeres
Los museos de mujeres son museos temáticos dedicados a investigar la historia de la mujer desde distintos campos del conocimiento poniendo en valor tanto el conocimiento tradicional como las luchas para avanzar en derechos y las contribuciones de las mujeres a lo largo de la historia. También exponen la producción artística de las mujeres en diferentes épocas. Antes de 1980 había 12 museos de mujeres en el mundo. Fue en la década de los 80 del siglo XX después del trabajo iniciado en los años 70 para organizar la historia de las mujeres. En 1981 la artista alemana Marianne Pitzen fundó el Museo de las Mujeres de Bonn. Una década después se crearon en África Museo de la Mujer Henriette Bathily (1994) y el Museo de la Mujer Muso Kunda en Malí (1991). En el año 2000 nació el Museo de las Mujeres de Dallas en Estados Unidos.

## Historia
El Museo Paula Modersohn-Becker en Bremen fue un museo conmemorativo creado en 1927 con las obras de Paula Modersohn-Becker, considerado el primer museo del mundo dedicado a una mujeres artista.[cita requerida] Por otro lado el Museo de Mujeres Pilotos, fundado con el concepto histórico de mujeres piloto internacionales, se creó en Oklahoma en 1929. Se estableció un museo conmemorativo en Estambul en 1959, llamado Museo Florence Nightingale, y este museo se centró en la vida de enfermería de Nightingale. En 1958, se inauguró el Museo de la Mujer del Ejército de los EE. UU., que se centró en las mujeres piloto de combate del Ejército de los Estados Unidos y en el mismo año, poco después de la muerte de la pintora, se creó el Museo Frida Kahlo establecido en Coyoacán.
Antes de 1980 había 12 museos de mujeres en el mundo. 
No fue hasta los años 70 cuando la historia de las mujeres empieza a tener un corpus teórico importante. Como consecuencia de ello los primeros museos de mujeres surgen en la década de los 80.

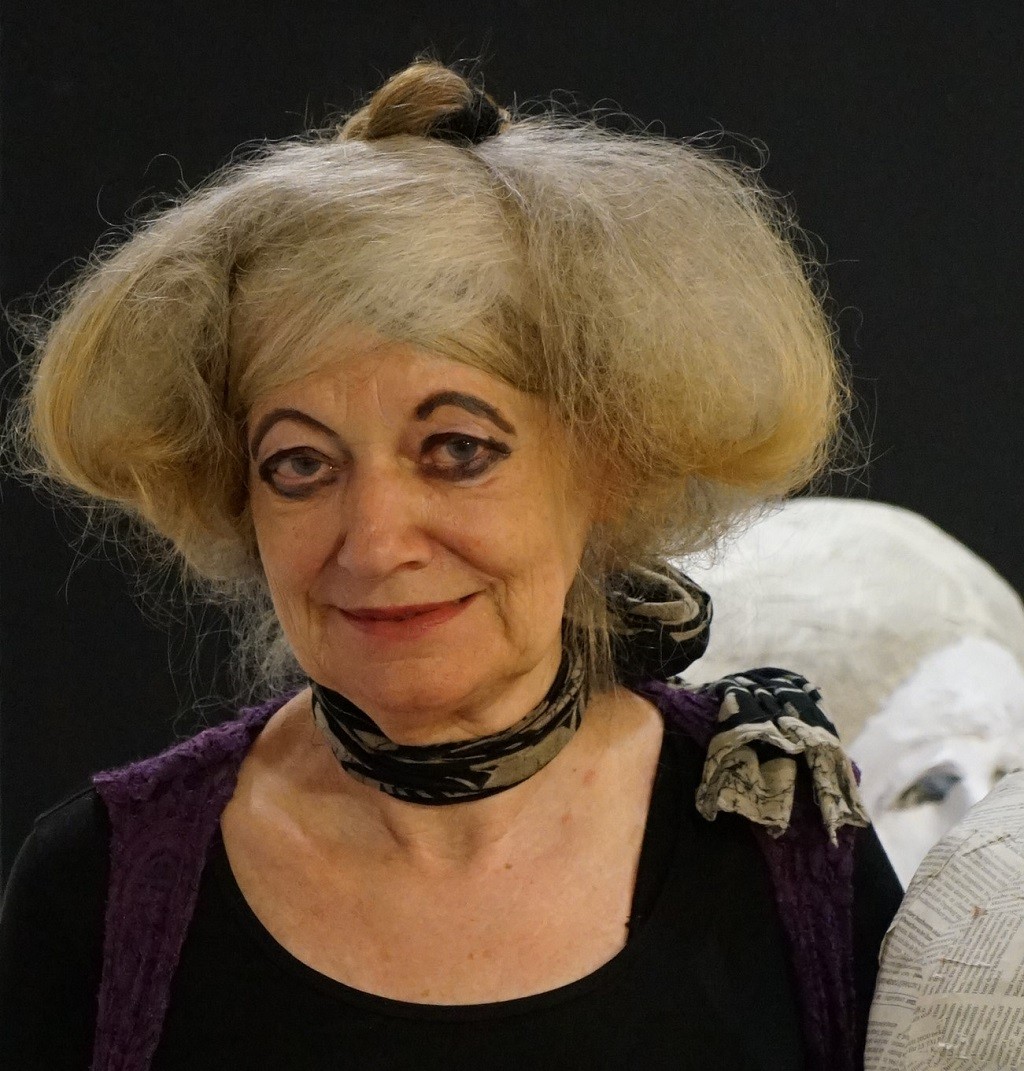
Marianne Pitzen, fundadora del Museo de las Mujeres de Bonn

Los primeros museos reivindican la presencia de la mujer a lo largo de la historia. En 1981 la artista alemana Marianne Pitzen fundó el Museo de las Mujeres de Bonn, el primer museo de las mujeres declarado como tal. También en 1981 se inició el proyecto en Estados Unidos del Museo Nacional de Mujeres Artistas de Washington que abrió sus puertas en 1987, dedicado a mostrar obras exclusivamente de mujeres. Otro de los formatos para museos de mujeres es la reivindicación del papel relevante en su faceta profesional. Uno ejemplo de ello es el Museo de Florence Nightingale de Londres inaugurado en 1982 dedicado a la mujer considerada fundadora de la enfermería moderna.
En la década de los 90 se crearon muchos de los museos de las mujeres -casi medio centenar- que existen en la actualidad. Con frecuencia eran centros de carácter etnográfico situando el acento en la preservación de tradiciones. En 1994 abrió sus puertas el Museo de la Mujer Henriette Bathily en la isla de Gorea en Senegal. En 1995 fue creado en Mali el Museo de la Mujer Muso Kunda por la historiadora Adame Ba Konaré. El museo además de recopilar la historia de las mujeres de Malí hace un homenaje a las luchas en las que han participado y reivindica la tradición y el saber de las mujeres  como una parte importante de la cultura y la historia. Tras una década en la que permaneció cerrado reabrió sus puertas en marzo de 2019.  En 1996 Cathy Bonner empezó a diseñar la puesta en marcha del  Museo de las Mujeres de Dallas que finalmente abrió sus puertas en el año 2000 resistiendo una década hasta su cierre en 2011. En Ucrania el Museum of Women's History and Gender Movements de la ciudad de Járkov fue pionero en los esfuerzos para crear una base de datos en la historiografía de las experiencias de las mujeres en el siglo XX trabajando con investigadoras, activistas y trabajadoras sociales.
En la primera década del siglo XXI los museos de las mujeres se han revisado y modernizado
En 2008 se creó la plataforma virtual Women in Museum y desde ese mismo año se creó la Red de Museos de la Mujer fundada en Merano durante el primer Congreso Internacional de Museos de Mujeres. En 2012 en una reunión del 4º Congreso Internacional de Museos de la Mujer celebrado en Australia surgió la Asociación Internacional de Museos de las Mujeres para seguir avanzando.
En 2019 hay 96 mujeres de la mujer en el mundo, 19 de ellos virtuales.

## Dificultades de "museizar la mujer"

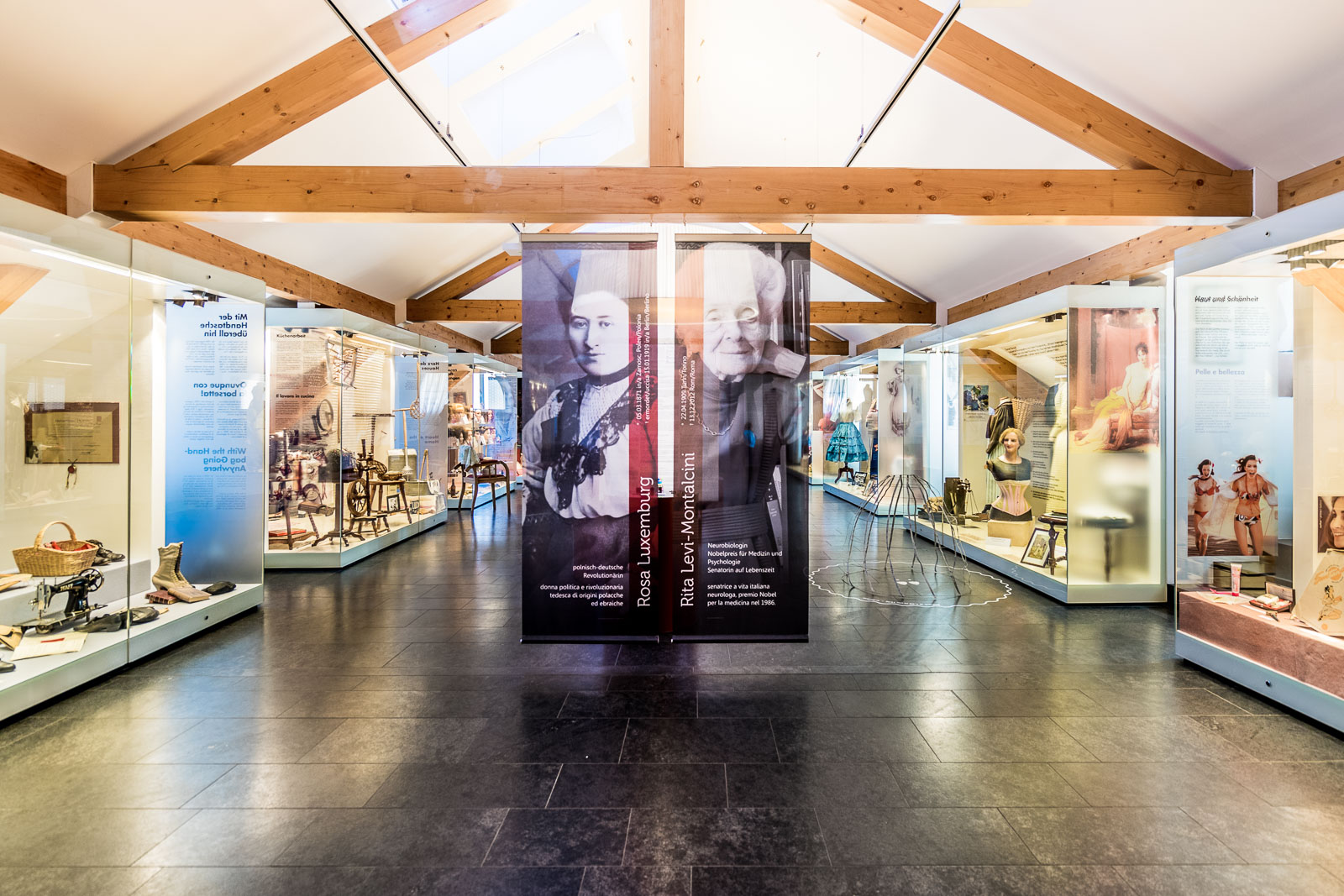
Museo de las mujeres de Merano

Las investigadoras Victoria López y Nayra Llonch señalan las dificultades de "museizar la mujer" por su carácter de actualidad, por los conflictos sociales que representa y por las divergencias geográficas y culturales, señalando que por ello es más frecuente encontrar centros de documentación, asociaciones e institutos de la mujer y que en realidad muchos equipamientos considerados museos son en realidad centros de mujeres, de intercambio cultural, de creación artística, diálogo, etc. como en el caso de The Center for the Advancement of Working Women de Tokio o el Museo de la Mujer Evelyn Ortner de Merano.